# Вали Грин (Пенсилванија)
Вали Грин (енгл. Valley Green) насељено је место без административног статуса у америчкој савезној држави Пенсилванија.

## Демографија
По попису из 2010. године број становника је 3.429, што је 121 (-3,4%) становника мање него 2000. године.
| Група             | 2000.         | 2010.         |
| Белци             | 3.366 (94,8%) | 3.168 (92,4%) |
| Афроамериканци    | 54 (1,5%)     | 63 (1,8%)     |
| Азијати           | 31 (0,9%)     | 22 (0,6%)     |
| Хиспаноамериканци | 74 (2,1%)     | 126 (3,7%)    |
| Укупно            | 3.550         | 3.429         |